# Homohelea iberica
Homohelea iberica is een muggensoort uit de familie van de knutten (Ceratopogonidae). De wetenschappelijke naam van de soort is voor het eerst geldig gepubliceerd in 1997 door Delecolle, Blasco-Zumeta & Rieb.